# Conducción (álbum de Ases Falsos)
Conducción es el segundo disco larga duración de la banda chilena Ases Falsos, publicado oficialmente el 1 de julio  de 2014 y siendo habilitado su descarga gratuita ese mismo día desde la página de la discográfica Quemasucabeza.
El lanzamiento del álbum se llevó a cabo en el Teatro La Cúpula de la ciudad de Santiago el domingo 3 de agosto de 2014. Este disco es el primero publicado por la banda bajo el sello Quemasucabeza.

## Lista de canciones
Todas las canciones escritas y compuestas por Cristóbal Briceño, excepto donde se indique. 
| Conducción |                                 |                                    |          |  |
| N.º        | Título                          | Compositor(es)                     | Duración |  |
| 1.         | «Mantén la conducción»          | Cristóbal Briceño                  | 4:09     |  |
| 2.         | «La gran curva»                 | Cristóbal Briceño                  | 4:43     |  |
| 3.         | «Plácidamente»                  | Cristóbal Briceño                  | 4:21     |  |
| 4.         | «Cae la cortina»                | Martín del Real, Cristóbal Briceño | 4:19     |  |
| 5.         | «Mi ejército»                   | Martín del Real, Cristóbal Briceño | 3:58     |  |
| 6.         | «Búscate un lugar para ensayar» | Cristóbal Briceño                  | 4:06     |  |
| 7.         | «Nada»                          | Cristóbal Briceño                  | 4:59     |  |
| 8.         | «Simetría»                      | Cristóbal Briceño                  | 4:01     |  |
| 9.         | «Niña por favor»                | Cristóbal Briceño                  | 4:10     |  |
| 10.        | «Tora Bora»                     | Cristóbal Briceño                  | 3:28     |  |
| 11.        | «Ivanka»                        | Cristóbal Briceño                  | 4:48     |  |
| 12.        | «Yo no quiero volver»           | Martín del Real, Cristóbal Briceño | 5:55     |  |
| 13.        | «Al borde del cañón»            | Martín del Real, Cristóbal Briceño | 4:09     |  |
| 14.        | «Una estrella que se mueve»     | Cristóbal Briceño                  | 2:29     |  |

## Personal
- Cristóbal Briceño (Voz y guitarra)
- Simón Sánchez (Bajo y coros)
- Martín del Real (Guitarra solista y coros)
- Francisco Rojas
- Juan Pablo Garín

## Enlaces
- Página oficial de Quemasucabeza

- Datos: Q17626076